# Šeovica
Šeovica je naselje u Republici Hrvatskoj u Požeško-slavonskoj županiji, u sastavu grada Lipika.

## Zemljopis
Šeovica se nalaze istočno od Lipika i južno od Pakraca na obroncima Psunja.

## Stanovništvo
Prema popisu stanovništva iz 2011. godine Šeovica je imala 307 stanovnika.
| broj stanovnika | 200   | 297   | 360   | 376   | 492   | 592   | 564   | 639   | 372   | 406   | 517   | 501   | 586   | 588   | 309   | 307   | 217   |
|                 | 1857. | 1869. | 1880. | 1890. | 1900. | 1910. | 1921. | 1931. | 1948. | 1953. | 1961. | 1971. | 1981. | 1991. | 2001. | 2011. | 2021. |